# Haymarket Books
Haymarket Books es una editorial estadounidense sin fines de lucro, independiente, con sede en Chicago y que se centra en obras sobre izquierda política.

## Historia
Haymarket Books fue fundada en 2001 por Anthony Arnove, Ahmed Shawki y Julie Fain, todos ellos habían trabajado anteriormente en la revista International Socialist Review. Su primer título fue La lucha por Palestina, una colección de ensayos de activistas pro palestinos, entre ellos Edward Said. Haymarket aspira, en palabras de Fain, a «ser un lugar de trabajo socialista en un mundo capitalista».
El nombre de la editorial hace referencia al caso Haymarket de 1886, en el que un atentado con bomba y el consiguiente tiroteo en una manifestación laboral en Chicago provocaron la muerte de siete agentes de policía y al menos cuatro civiles. Ocho anarquistas fueron posteriormente condenados por conspiración por el atentado, y varios fueron condenados a muerte, aunque el juicio y el veredicto fueron controvertidos, ya que las pruebas presentadas en el tribunal indicaban que uno de los acusados podía haber sido acusado de un delito de terrorismo. Habían construido la bomba, pero ninguno de los que fueron juzgados la había lanzado, y solo dos de los ocho estaban en Haymarket en el momento de la explosión.
Haymarket fue citado por Publishers Weekly en su lista de editoriales independientes de rápido crecimiento en 2017 y 2018.  Haymarket publica entre 40 y 50 libros por temporada.

## Publicaciones
Entre los autores destacados de Haymarket se incluyen Michael Bennett, Noam Chomsky, Angela Davis, Naomi Klein, Arundhati Roy, Rebecca Solnit y Howard Zinn. En 2005, publicó What's My Name, Fool?, del periodista deportivo Dave Zirin, una colección de ensayos sobre la relación entre los deportes y la política. En 2018, publicó Citizen Illegal, de José Olivarez, que ganó el premio Chicago Review of Books a la mejor poesía y fue preseleccionado para el PEN/Jean Stein Book Award.
Haymarket es conocido por publicar «libros provocadores de la extrema izquierda del espectro político».